# Шипицына
Шипицына (Шипицина) — деревня в Кудымкарском районе Пермского края. Входила в состав Ёгвинского сельского поселения. Располагается на левом берегу Егвы севернее от города Кудымкара. Расстояние до районного центра составляет 18 км. По данным Всероссийской переписи населения 2010 года, в деревне проживало 44 человека (21 мужчина и 23 женщины).

## История
По данным на 1 июля 1963 года, в деревне проживало 69 человек. Населённый пункт входил в состав Алековского сельсовета.